# Die Zeitritter – Auf der Suche nach dem heiligen Zahn
Die Zeitritter – Auf der Suche nach dem heiligen Zahn ist die Fortsetzung der erfolgreichen französischen Fantasy-Komödie Die Besucher, Regie führte erneut Jean-Marie Poiré. Im Gegensatz zu seinem Vorgänger (100 Mio. $ Kasse) spielte dieser Film weltweit nur etwa ein Viertel so viel ein. Der Film startete am 30. Juli 1998 in den deutschen Kinos.

## Handlung
Nachdem Godefroy de Papincourt, Graf von Montmirail, wieder in seine Zeit zurückgereist ist, trifft er an Stelle seines Knappen Jacquouille la Fripouille dessen Nachfahren Jacquard an, der von der Inquisition gefoltert wird. Im selben Moment sind auch noch die Juwelen des Herzogs Fulbert von Pouille, in denen der Zahn der seligen Rolande eingearbeitet ist (eine Fruchtbarkeitsreliquie), verschwunden, die Jacquouille im ersten Teil dem damals noch toten Herzog abgenommen und versteckt hatte. Leider hat er diese Juwelen in der Gegenwart an sich genommen und die Zeitschleusen konnten sich so nicht mehr schließen. Währenddessen versucht Béatrice de Montmirail Jacquouille und Ginette la clocharde (von der sie glaubt, sie komme auch aus dem Mittelalter) wieder in ihre Zeit zu befördern. Dabei verursachen sie eine Menge Chaos, in dem fast das Haus abbrennt und durch ein Missgeschick landet schließlich auch noch Béatrices Mann Jean-Pierre gemeinsam mit Jacquouille im Mittelalter. Godefroy, Jean-Pierre, Jacquouille und dessen Nachfahre kehren wieder in unsere Gegenwart zurück und versuchen die Juwelen des Herzogs zu finden, die inzwischen Ginette gestohlen hat und die dieser bei einem Juwelier versetzen will. Dieser informiert Cora de Montmirail (die Ex-Frau von Cousin Hubert) über den Verlust der Juwelen. Cora und deren Tochter Philippine halten Godefroy für Cousin Hubert und Philippine bittet ihn bis zu ihrer Hochzeit zu bleiben. Schweren Herzens stimmt Godefroy dieser Bitte zu. Nach der Hochzeit reisen Godefroy und Jacquouille wieder durch die Zeit, aber statt im Mittelalter finden sie sich zur Zeit der Französischen Revolution wieder, da Béatrice Orangenlikör in den Zaubertrank getan hatte.

## Kritik
Die Fortsetzung von Die Besucher kommt dem Niveau und dem Witz des ersten Teils nur spärlich nach. Störend ist auch die Umbesetzung der Doppelrolle der Frénégonde de Pouille bzw. der Béatrice de Montmirail durch Muriel Robin und die teilweise Änderung von Namen.

„Der als Fortsetzung gedachte Film ist nicht viel mehr als eine mit hohem tricktechnischen Aufwand betriebene Wiederholung, die seinem Hauptdarsteller ein Forum für naiv-unbeholfene Attacken verschafft. Viele der computergenerierten Spezialeffekte hängen inhaltlich in der Luft und sind nur mit Blick auf den amerikanischen Filmmarkt zu erklären.“

## Fortsetzung
2016 erschien der Film Die Besucher – Sturm auf die Bastille (Les Visiteurs – La Révolution), der direkt an die Handlung der Zeitritter von 1998 anschließt.